# Escafandre

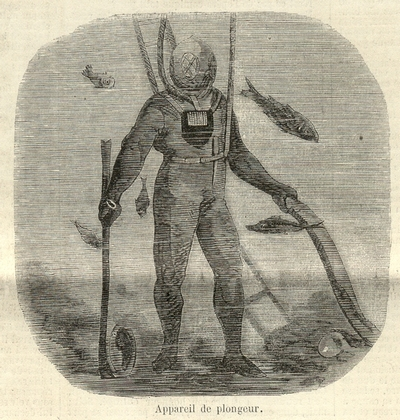
Escafandre de bus de 1858

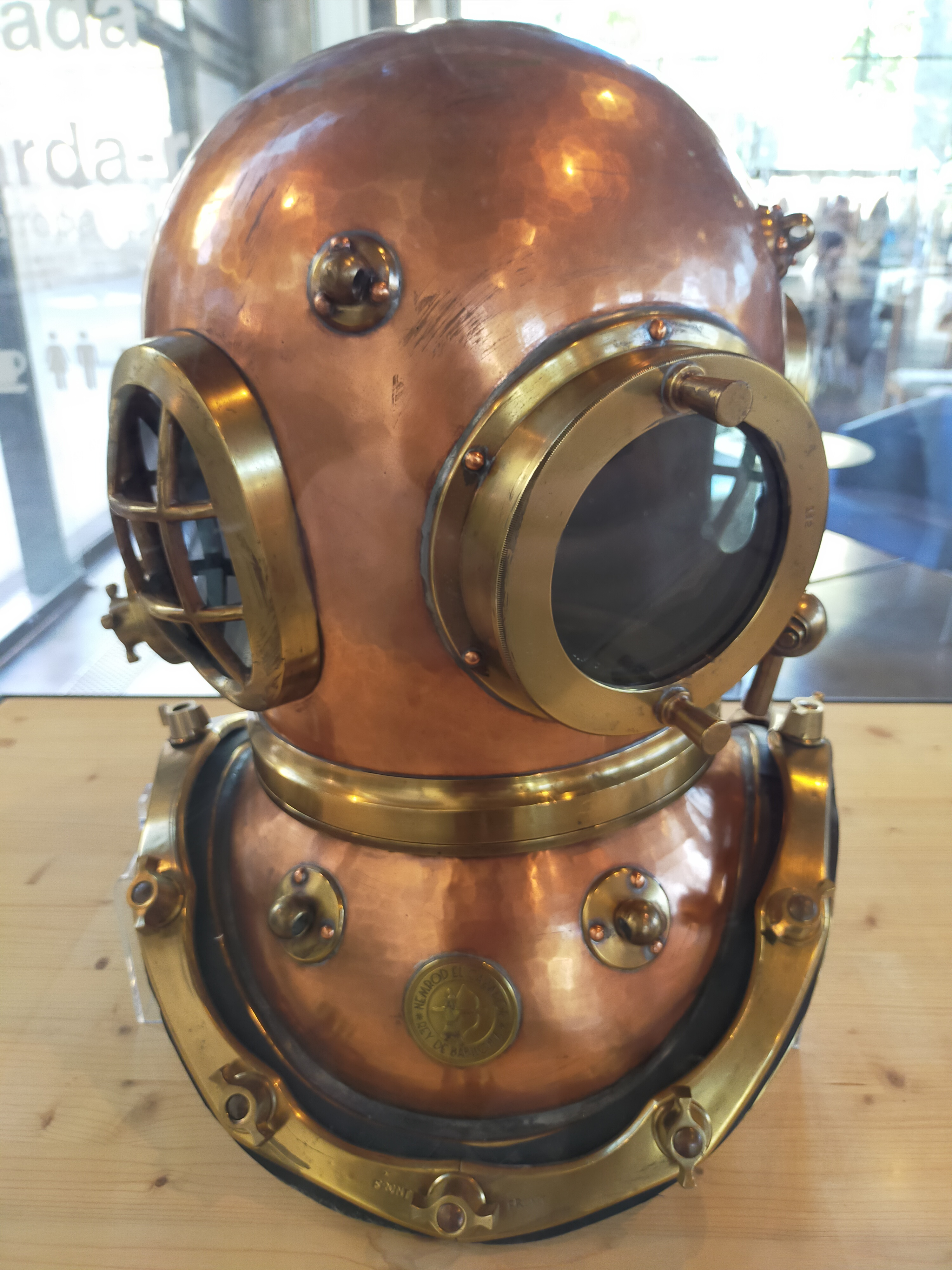
Escafandre exposat al Museu Marítim de Barcelona

Un escafandre és el conjunt de l'equip que permet a l'hom de romandre submergit a l'aigua amb una certa autonomia.
El mot va arribar al català via el francès scaphandre. Jean-Baptiste de La Chapelle (±1710-1792) va crear aquest neologisme a partir del grec skaphe (barca) i andros (home) en el seu tractat de 1775 Traité de la construction théorique et pratique du scaphandre ou du bateau de l’homme (‘Tractat de la construcció teòrica i pràctica de l'escafandre o del vaixell de l'home’) per a nomenar un vestit de suro que permetia als soldats flotar i travessar els cursos d'aigua.
La paraula escafandre com equip de busseig data de mitjan segle xix, quan Joseph-Martin Cabirol (1796-1874)va batejar així l'aparell que va crear.
- L'escafandre tradicional, dispositiu que permet al seu usuari respirar i evolucionar sota l'aigua gràcies a un tub connectat a la superfície. El casc és rígid però la resta de l'equip que cobreix el cos és flexible, la qual cosa fa que el submarinista hagi de respirar en tot moment un aire comprimit a una pressió proporcional a la profunditat en la qual es troba.

- L'escafandre rígid (o escafandre atmosfèric), tipus d'escafandre d'estructura rígida que permet al seu usuari respirar i evolucionar sota l'aigua enllaçat o no a la superfície però quedant sempre a una pressió atmosfèrica interna constant. L'aire respirat pel submarinista es troba en tot moment a una pressió atmosfèrica equivalent a la de la superfície del mar, ja que totes les parts que componen l'escafandre són rígides i articulades entre elles i la pressió de la profunditat a què es trobi no afecta l'interior de l'escafandre. Concebut per a grans profunditats.

- L'escafandre autònom, dispositiu que permet al seu usuari respirar i evolucionar sota l'aigua amb una total independència de la superfície però sofrint la pressió de l'aigua que l'envolta. El submarinista respira per tant en tot moment un aire comprimit a un grau proporcional a la profunditat en la qual es troba. És la més utilitzada a nivell esportiu i en activitats no professionals. No permet arribar a fondaries superiors a 70-80 metres.

- L'escafandre espacial, combinació que permet a un astronauta evolucionar i respirar en el buit espai, amb dependència o independència del seu vehicle espacial però tot quedant a una pressió atmosfèrica interna constant. El terme «escafandre» també s'aplica als vestits que els astronautes utilitzen per als seus passejos espacials. Amb dependència o autonomia del seu vehicle espacial aquests vestits o escafandres espacials mantenen al seu interior una pressió atmosfèrica constant, igual que ho fan les escafandres atmosfèriques utilitzades per explorar les grans profunditats oceàniques.

- Finalment, en el domini de l'aviació, l'escafandre estratonàutic  va ser un vestit pressuritzat dissenyat pel coronel Emilio Herrera Linares el 1935 per a ser usat durant un vol estratosfèric mitjançant un globus aerostàtic de barqueta oberta programat per a l'any següent. Se'l considera un dels antecedents del vestit espacial.